# Бекир Сыткы Кунт
Бекир Сыткы Кунт (тур. Bekir Sıtkı Kunt; 1905, Антакья, Хатай — 8 марта 1959, Стамбул) — турецкий писатель
, поэт, журналист, редактор, юрист, политик.

## Биография
До 1928 года изучал право в Стамбульском университете. В 1925—1930 годах сотрудничал с газетой «Вакит» («Vakit»), позже главным редактором газеты «Енигюн», судьей в Айдыне.
В 1939—1946 годах избирался депутатом меджлиса.
Большинство стихов и путевых очерков публиковал в периодической печати. Известны его реалистические рассказы (5 сборников), в которых правдиво изображена жизнь простых людей, их борьба против социальной несправедливости.
В его творчестве заметно влияние Садри Эртема.

## Источник
- Бекир Сыткы Кунт — статья из Большой советской энциклопедии.
- Bekir Sıtkı Kunt